# Brasil 76–0 Đông Timor
Vào ngày 13 tháng 10 năm 2006, hai đội tuyển bóng đá trong nhà quốc gia Brasil và Đông Timor đã thi đấu với nhau trong một trận đấu futsal thuộc khuôn khổ Đại hội Thể thao Lusofonia 2006 (đại hội thể thao dành cho cộng đồng các quốc gia nói tiếng Bồ Đào Nha) được tổ chức tại Ma Cao. Brasil đã đánh bại Đông Timor với tỷ số chung cuộc là 76–0, qua đó thiết lập kỷ lục thế giới dành cho chiến thắng đậm nhất trong một trận đấu futsal quốc tế. Một trong các cầu thủ của đội tuyển Brasil là Valdin đã ghi được 20 bàn thắng trong trận đấu này, cũng là một kỷ lục khác. Đây là chiến thắng với cách biệt lớn nhất mà đội tuyển Brasil từng tạo ra kể từ sau trận thắng 38–3 trước Uruguay tại Đại hội Thể thao Liên châu Mỹ năm 1991, và là trận thua đâm nhất của tuyển Đông Timor sau khi thất bại với tỷ số 0–56 trước Bồ Đào Nha, kỷ lục thế giới trước đó.